# Колективна руководства са једногодишњим мандатом председника у СФРЈ
Колективна руководства са једногодишњим мандатом председника била су колективни руководећи органи (Председништва) у Социјалистичкој Федеративној Републици Југославији (СФРЈ) од 1979. до 1992, са оптшом применом од 1982. године. Настали су на основу иницијативе Јосипа Броза Тита о колективном раду, одлучивању и одговорности изнетој на Осмом конгресу Савеза синдиката Југославије децембра 1978. године. 
Прва колективна руководства, односно Председништва, са једногодишњим ротирајућим мандатом потпредседника (председника након Титове смрти) била су — Председништво СФРЈ, формирано 1971. и Председништво ЦК СКЈ, у коме је октобра 1978. уведена функција председавајућег Председништва. Титова иницијатива о „колективном раду и одлучивању” почела се примењивати од 1979. најпре у друштвено-политичким огранизацијама (ССЈ, ССОЈ, ССРНЈ, СУБНОР), а потом од 1982. у државним органима и републичким и покрајинским организацијама Савеза комуниста. 
У државним органима примена је почела након делегатских избора одржаних током априла и маја 1982. када су формиране нове скупштине на новоу федрације, република и покрајина. Ротација председника и потпредседника са једногодишим мандатом примењивана је у савезној, републичким и покрајинским скупштинама и председништвима. Мандат чланова Савезног извршног већа, као и републичких и покрајинских извршних већа, остао је четири године, док су се председник  и потпредседник извршних већа бирани на две године. 
Примена једногодишњих мандата у Савезу комуниста Југославије (СКЈ) почела је најпре у Председништву ЦК СКЈ, октобра 1978. када је уведена функција председавајућег Председништва, који је након смрти председника СКЈ, аутоматски постао председник Председништва ЦК СКЈ. Активна примена овог принципа у осталим органима СКЈ почела је након Дванаеестог конгреса, одржаног јуна 1982, као и конгреса републичких и конференција покрајинских организација Савеза комуниста, одржаних током маја 1982, када је почела примена једногодишњих мандата у председништвима републичких и покрајинских организација. 
У савезним државним органима и друштвено-политичким организацијама систем једногодишње ротације председника и потпредседника рађен је по моделу једнаке заступљености свих република и покрајина (републички кључ), па су председник и потпредседник сваке године бирани из друге републике или покрајине. Сличан модел примљењиван је и у републичким и покрајинским руководствима, где је примењиван модел једнаке заступљености свих народна и народности (национални кључ), па су председник и потпредседник сваке године бирани из другог народа или народности. Овај систем посебно је примењиван и републикама и покрајинама са вишенационалним саставом попут — СР Босне и Херцеговине, СР Хрватске, САП Косова и САП Војводине и др.
Годишња смена председника у колективним руководствима (Председништво и Скупштина СФРЈ, републичка и покрајинска председништва и скупштине, председништва централних и покрајинских комитета СК, Председништво СК ССРНЈ) одвијала се у мају месецу, док се смена у Председништву ЦК СКЈ и Председништву СО СУБНОР одвијала у јуну. 

## Историјат

### Колективна руководства 1943—1953.
Колективни руководећи органи у СФР Југославији, почели су да се формирају још у току Народноослободилачког рата, када је на Другом заседању АВНОЈ-а, 29. и 30. новембра 1943. формирано Председништво АВНОЈ-а. Упоредо су била формирана и председништва антифашистичких већа и скупштина у будућим републикама Нове Југославије. Након трансформације АВНОЈ-а у Привремену народну скупштину ДФЈ, августа 1945. Председништво АВНОЈ-а постало је Председништво Привремене народне скупштине. Током 1945. председништва антифашистичких већа и скупштина прерасла су у председништва народних скупштина будућих федералних јединица. После избора за Уставотворну скупштину ДФЈ, одржаних 11. новембра 1945. формирано је Председништво Уставотворне скупштине, које је доношењем Устава ФНРЈ постало Президијум Народне скупштине ФНРЈ. Усвајањем републичких устава, крајем 1946. и почетком 1947. председништва републичких народних скупштина постала су њихови президијуми. 
Формирање председништава антифашистичких већа и скупштина, као и послератних президијума савезне и републичких народних скупштина, извршено је по совјетском моделу државне власти, с обзиром да су Устав ФНРЈ и устави народних република донети по угледу на Устав Совјетског Савеза из 1936. на овнову кога је формиран Президијум Врховног Совјета, као и президијуми врховних совјета совјетских социјалистичких република. Према Уставу из 1936. Президијум Врховног Совјета био је колективни орган Врховног Совјета СССР и имао је председника, по једног потпредседника из сваке републике, секретара и 20 чланова. Након сукоба Тито–Стаљин и Шестог конгреса КПЈ, одржаног новембра 1952, на коме је дошло до дебољшевизације КПЈ формирањем Савеза комуниста Југославије, донети су почетком 1953. савезни и републички Уставни закони којима је укинут Президијум Народне скупштине ФНРЈ, као и президијуми народних скупштина народних република. На савезном нивоу уведена је функција председника Републике, док су на републичком нивоу улогу шефа државе обављали председници народних скупштина.

### Колективна руководства 1971—1978.
Друштвено-политичке промене започете на Осмом конгресу СКЈ, одржаном децембра 1964, а посебно оне извршене на Четвртој седници Централног комитета СКЈ, одржаној јула 1966, довеле су до почетка реформе са циљем демократизације односа унутар Савеза комуниста, у „условима развијенијег самоуправљања”. На Петом пленуму ЦК СКЈ, одржаном октобра 1966. Централни комитет СКЈ усвојио је одлуку о реорганизацији руководећих органа Савеза комуниста, па је уместо генералног секретара уведена функција председника СКЈ и уведено Председништво ЦК СКЈ као нови орган који је између седница Централног комитета расправљао о актуелним друштвено-политичким проблемима и остваривању политике СКЈ. 
Реформа Савеза комуниста настављена је и на Деветом конгресу, одржаном марта 1969. када су уведене значајне промене у погледу структуре и организације највиших форума Савеза комуниста. Уместо Централног комитета, као највишег тела између два конгреса, формирани су — Председништво СКЈ, Извршни биро Председништва и Конференција СКЈ. Председништво СКЈ формирало се од делегата из сваке републичке, покрајинске и организације СК у ЈНА, као и делегата по функцији председника централних и покрајинских комитета. Реформа СКЈ условила је реформу југословенске федерације, која је вршена на истом принципу — слабљење савезног централизма и снажење република и покрајина. Ова реформа одивјала се низом измена Устава из 1963, од којих је главна извршена 30. јуна 1971. доношењем 12 уставних амандмана. Према увојеним изменама органе федерације сачињавали су – Веће народа, Председништво СФРЈ и Савезно извршно веће. Председништво је било нов орган федерације, формиран по узору на Председништво СКЈ, као колективни шеф државе и носилац политичке иницијативе, али је и даље задржана фукнција председника Републике коју је вршио Јосип Броз Тито. Председништво је имало 23 члана, док се потпредседник Председништва бирао сваке године из друге републике. У току првог мандата Председништва од 1971. до 1974. била су три председника Председништва СФРЈ — Крсте Црвенковски из СР Македоније, Ратко Дугоњић из СР Босне и Херцеговине и Митја Рибичич из СР Словеније.
Усвајањем новог Устава 21. фебруара 1974. Председништво СФРЈ је реорганизовано, након чега је имало осам изабраних чланова (по једног из сваке републике и покрајине) и члана по положају председника Републике. Избором новог Председништва СФРЈ 16. маја 1974. започео је низ ротирајућих потпредседника, коју су сваке године бирани из друге републике и покрајине, по утврђеном распореду — СР Македонија, СР Босна и Херцеговине, СР Словенија, СР Србија, СР Хрватска, СР Црна Гора, САП Војводина и САП Косово. Истог дана Скупштина СФРЈ изабрала је Јосипа Броза Тита за председника Републике без ограничења трајања мандата, чиме је постао доживотни председника СФРЈ. На Једанаестом конгресу СКЈ, одржаном јуна 1978. реорганизовано је Председништво ЦК СКЈ, које је имало 16 изабраних чланова — из сваке републичке (два делегата), покрајинске (један делегата) и организације СК у ЈНА (један делегат) и председник СКЈ, као и 9 чланова по функцији. На истом Конгресу Јосип Броз Тито изабран је за председника СКЈ без ограничења трајања мандата. На седници Председништва ЦК СКЈ, одржаној 19. октобра 1978. уведена је функција председавајућег Председништва ЦК СКЈ чиме је започео низ председавајућих, који су сваке године бирани из друге републичке и покрајинске организације, по утврђеном распореду — СК Босне и Херцеговине, СК Војводине, СК Македоније, СК Хватске, СК Словеније, СК Србије, СК Косова и СК Црне Горе.
Смрћу Јосипа Броза Тита 4. маја 1980. престале су да постоје функције председника Републике и председника СКЈ, па је тадашњи потпредседник Председништва СФРЈ Лазар Колишевски истог дана постао председник Председништва СФРЈ, а председавајући Председништва ЦК СКЈ Стеван Дороњски је 12. јуна 1980. изабран је за председника Председништва ЦК СКЈ.

### Колективна руководства 1979—1992.
На Осмом конгресу Савеза синдиката Југославије одржаном од 21. до 23. новембра 1978. Јосип Броз Тито изнео је иницијативу о колективном раду, одлучивању и одговорности. У свом говору, он је између осталог рекао: „Успешно функционисање делегатског система и даљи развој социјалистичке самоуправне демократије, императивно налажу да се у свим самоуправним и државним органима у делегатским скупштинама, у форумима и органима друштвено-политичких организација до краја примени и негује колективни рад. У томе посебну пажњу и интересовање привлачи залагање да се свуда, од комуне до федерације, примени принцип, као што је то сада случај у Председништву СФРЈ и Председништву ЦК СКЈ, избора председавајућег на годину дана, што и условљава сама суштина самоуправног система”.
Титову иницијативу први је прихавтио Савез социјалистичке омладине Југославије (ССОЈ), који је на свом Десетом конгресу, одржаном од 13. до 15. децембра 1978. расправљао о њеној примени. Након ССОЈ, о иницијативи је 19. децембра 1978. расправљао и Централни комитет СКЈ. Током нардене 1979. гу свим друштвено-политичким организацијама и удружењима грађана расправљало се о Титовој иницијативи о колективном раду и одлучивању, а њом се посебно бавио Координациони одбор Савезне конференције Социјалистичког савеза радног народа Југославије за кадровску политику у федерацији.
Колективна руководстава (Председништво) са једногодишњим мандатом председника, поред Председништва СФРЈ и Председништва ЦК СКЈ, који су овај начин рада имали од 1971, односно 1978, почела су да се примењују најпре у друштвено-политичким организацијама. За првог председника са једногодишњим мандатом изабран је 21. априла 1979. Мика Шпиљак за председника Председништва Већа Савеза синдиката Југославије (ССЈ). Након Савеза синдиката, примену једногодишњих мандата у 1979. започео је и Савез социјалистичке омладине Југославије, који је 29. јуна 1979. за председника Председништва Конференције ССОЈ изабрао Васила Тупурковског.

## Распоред ротације

### Државни органи
Распоред ротације председника и потпредседника Председништва СФРЈ, од 1980. и Председништва Скупштине СФРЈ, од 1982. до трансформације остатка СФР Југославије у Савезну Републику Југославију (СРЈ) априла 1992. године. 
| период     |                     | Председништво СФРЈ     | Председништво СФРЈ     |                     | Скупштина СФРЈ                                                                            | Скупштина СФРЈ                                                                            |
| период     | република/покрајина | република/покрајина    | република/покрајина    | република/покрајина |                                                                                           |                                                                                           |
| период     | председник          | потпредседник          | председник             | потпредседник       |                                                                                           |                                                                                           |
| ---------- | ------------------- | ---------------------- | ---------------------- | ------------------- | ----------------------------------------------------------------------------------------- | ----------------------------------------------------------------------------------------- |
| 1980—1981. |                     | СР Босна и Херцеговина | СР Словенија           |                     | Једногодишња ротација председника и потпредседника у Скупштини СФРЈ уведена је маја 1982. | Једногодишња ротација председника и потпредседника у Скупштини СФРЈ уведена је маја 1982. |
| 1981—1982. |                     | СР Словенија           | СР Србија              |                     | Једногодишња ротација председника и потпредседника у Скупштини СФРЈ уведена је маја 1982. | Једногодишња ротација председника и потпредседника у Скупштини СФРЈ уведена је маја 1982. |
| 1982—1983. |                     | СР Србија              | СР Хрватска            |                     | СР Босна и Херцеговина                                                                    | СР Македонија                                                                             |
| 1983—1984. |                     | СР Хрватска            | СР Црна Гора           |                     | СР Црна Гора                                                                              | СР Босна и Херцеговина                                                                    |
| 1984—1985. |                     | СР Црна Гора           | САП Војводина          |                     | САП Војводина                                                                             |                                                                                           |
| 1985—1986. |                     | САП Војводина          | САП Косово             |                     | САП Косово                                                                                |                                                                                           |
| 1986—1987. |                     | САП Косово             | СР Македонија          |                     | СР Хрватска                                                                               |                                                                                           |
| 1987—1988. |                     | СР Македонија          | СР Босна и Херцеговина |                     | СР Словенија                                                                              |                                                                                           |
| 1988—1989. |                     | СР Босна и Херцеговина | СР Словенија           |                     | СР Македонија                                                                             |                                                                                           |
| 1989—1990. |                     | СР Словенија           | СР Србија              |                     | СР Србија                                                                                 |                                                                                           |
| 1990—1991. |                     | СР Србија              | СР Хрватска            |                     | СР Босна и Херцеговина                                                                    |                                                                                           |
| 1991—1992. |                     | СР Хрватска            | СР Црна Гора           |                     | СР Црна Гора                                                                              |                                                                                           |

      Напустио функцију или није ни изабран